# Grande Prêmio da França de 2002
Resultados do Grande Prêmio da França de Fórmula 1 (formalmente LXXXVIII Mobil 1 Grand Prix de France) realizado em Magny-Cours em 21 de julho de 2002. Décima primeira etapa daquela temporada, foi vencido pelo alemão Michael Schumacher, da Ferrari, que subiu ao pódio junto a Kimi Räikkönen e David Coulthard, pilotos da McLaren-Mercedes.

## Resumo
- Michael Schumacher se torna pentacampeão mundial de Fórmula 1, igualando a marca de Juan Manuel Fangio.
- Michael Schumacher consegue seu pentacampeonato de pilotos com 6 provas de antecedência e consegue o recorde do titulo sendo conquistado com mais corridas faltando na categoria e antes da conclusão de construtores.
- Último titulo de Michael Schumacher conquistado com uma vitória na categoria.

## Corrida
| Pos.   | Nº | Piloto                | Construtor       | Voltas | Tempo/Diferença | Grid | Pontos |
| ------ | -- | --------------------- | ---------------- | ------ | --------------- | ---- | ------ |
| 1      | 1  | Michael Schumacher    | Ferrari          | 72     | 1:32:09.837     | 2    | 10     |
| 2      | 4  | Kimi Räikkönen        | McLaren-Mercedes | 72     | + 1.104         | 4    | 6      |
| 3      | 3  | David Coulthard       | McLaren-Mercedes | 72     | + 31.975        | 6    | 4      |
| 4      | 6  | Juan Pablo Montoya    | Williams-BMW     | 72     | + 40.675        | 1    | 3      |
| 5      | 5  | Ralf Schumacher       | Williams-BMW     | 72     | + 41.772        | 5    | 2      |
| 6      | 15 | Jenson Button         | Renault          | 71     | + 1 volta       | 7    | 1      |
| 7      | 7  | Nick Heidfeld         | Sauber-Petronas  | 71     | + 1 volta       | 10   |        |
| 8      | 23 | Mark Webber           | Minardi-Asiatech | 71     | + 1 volta       | 18   |        |
| 9      | 17 | Pedro de La Rosa      | Jaguar-Cosworth  | 70     | + 2 voltas      | 15   |        |
| 10     | 22 | Alex Yoong            | Minardi-Asiatech | 68     | + 4 voltas      | 19   |        |
| 11     | 25 | Allan McNish          | Toyota           | 65     | Motor           | 17   |        |
| Ret    | 16 | Eddie Irvine          | Jaguar-Cosworth  | 52     | Asa traseira    | 9    |        |
| Ret    | 14 | Jarno Trulli          | Renault          | 49     | Motor           | 8    |        |
| Ret    | 8  | Felipe Massa          | Sauber-Petronas  | 48     | Transmissão     | 12   |        |
| Ret    | 24 | Mika Salo             | Toyota           | 48     | Motor           | 16   |        |
| Ret    | 11 | Jacques Villeneuve    | BAR-Honda        | 35     | Motor           | 13   |        |
| Ret    | 12 | Olivier Panis         | BAR-Honda        | 29     | Acidente        | 11   |        |
| Ret    | 10 | Takuma Sato           | Jordan-Honda     | 23     | Spin            | 14   |        |
| DNS    | 2  | Rubens Barrichello    | Ferrari          |        | Ignição         | 3    |        |
| DNQ    | 20 | Heinz-Harald Frentzen | Arrows-Cosworth  |        | Regra dos 107%  |      |        |
| DNQ    | 21 | Enrique Bernoldi      | Arrows-Cosworth  |        | Regra dos 107%  |      |        |
| DNQ    | 9  | Giancarlo Fisichella  | Jordan-Honda     |        | Piloto ferido   |      |        |
| Fonte: |    |                       |                  |        |                 |      |        |

## Tabela do campeonato após a corrida
| Pos.   | Piloto             | Pontos |
| ------ | ------------------ | ------ |
| 1      | Michael Schumacher | 96     |
| 2      | Juan Pablo Montoya | 34     |
| 3      | Rubens Barrichello | 32     |
| 4      | Ralf Schumacher    | 32     |
| 5      | David Coulthard    | 30     |
| Fonte: |                    |        |

| Pos.   | Equipe           | Pontos |
| ------ | ---------------- | ------ |
| 1      | Ferrari          | 128    |
| 2      | Williams-BMW     | 66     |
| 3      | McLaren-Mercedes | 47     |
| 4      | Renault          | 15     |
| 5      | Sauber-Petronas  | 10     |
| Fonte: |                  |        |

- Nota: Somente as primeiras cinco posições estão listadas e os campeão mundial de pilotos surge grafado em negrito.